# معدن (شاوشات)
معدن (به ترکی استانبولی: Maden) یک منطقهٔ مسکونی در ترکیه است که در شاوشات واقع شده‌است. معدن ۱۷۵ نفر جمعیت دارد.